# Gustaf Komppa

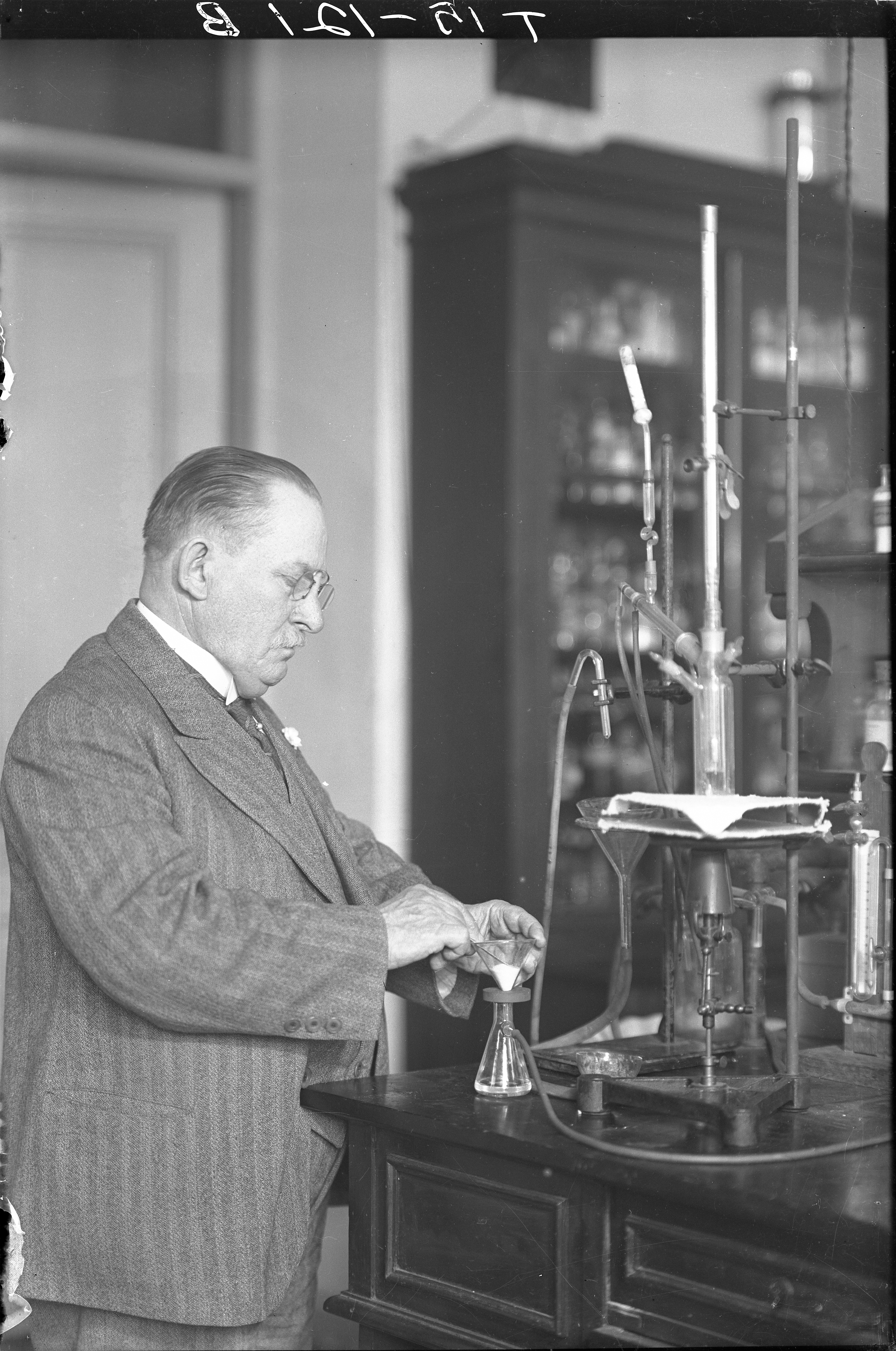
Gustaf Komppa in zijn laboratorium (1937).

Gustaf Komppa (Vyborg, 28 juli 1867 – Helsinki, 20 januari 1949) was een Fins scheikundige, bekend om de industrialisering van de eerste totaalsynthese van een natuurproduct, namelijk kamfer in 1903. Hij ontving eredoctoraten van de universiteiten van Uppsala, Kopenhagen en Heidelberg.
Komppa studeerde aan de Universiteit van Helsinki, waar hij in 1891 zijn diploma behaalde. Voordat hij zijn doctorstitel verkreeg, werkte hij gedurende een korte periode in Zwitserland. Kort nadat hij terugkeerde naar Finland werd hij aangesteld tot professor in de scheikunde aan de Universiteit van Aalto voor Wetenschap en Technologie. Komppa was lid van de diverse raden van bestuur van Finse bedrijven en stichtend lid van de Finse Academie van Wetenschappen. 
Gustaf Komppa werkte hoofdzakelijk op de organische synthese van diverse verbindingen, in het bijzonder kamfer en terpenoïden. Zijn totaalsynthese van kamfer betekende een belangrijke doorbraak, omdat hij erin slaagde het proces te commercialiseren als een semisynthese vanuit het gemakkelijk beschikbare pineen. Dit liet toe de stof op een grotere schaal te maken, waardoor de afhankelijkheid van natuurlijke bronnen (de kamferboom) sterk daalde.